# Discricionariedade burocrática
A discricionariedade burocrática refere-se à margem de autonomia, ou espaço de liberdade, que servidores públicos possuem no exercício de suas funções. Esses profissionais tomam decisões que afetam a alocação de recursos e o acesso a direitos – assim, a discricionariedade é elemento analítico central, por exemplo, no processo de implementação de políticas públicas.
A discricionariedade pode ser entendida sob duas perspectivas: (i) como espaço para ação, ou seja, a margem de liberdade que o profissional tem dentro das normas e hierarquias institucionais; e (ii) como ação, ou seja, a maneira específica como ele exerce essa liberdade, levando a diferentes interpretações e aplicações das mesmas diretrizes.

## Conceito
Mesmo quando atuam dentro de uma mesma política pública, diferentes burocratas podem interpretar e exercer a discricionariedade de formas distintas. O contexto organizacional tem papel fundamental nessa variação, influenciando as decisões dos burocratas e modulando sua autonomia através de normas informais e dinâmicas institucionais.
No caso dos burocratas de nível de rua, responsáveis pela implementação, o exercício da discricionariedade ganha relevância. Esses são dotados de um alto grau de discricionariedade e relativa autonomia organizacional, interpretando e aplicando normas e regulamentos no contexto de sua atuação, muitas vezes diante de situações imprevisíveis e recursos limitados.
Nessa atuação, os burocratas de nível de rua frequentemente recorrem a estratégias de coping – padrões de comportamento desenvolvidos para lidar com dilemas morais e pressões psicológicas inerentes ao trabalho público.
Se, por um lado, a discricionariedade é considerada inerente ao trabalho dos burocratas, por outro, está sujeita a mecanismos de controle burocrático. Esses mecanismos buscam garantir maior uniformidade e transparência na prestação dos serviços públicos, mas também podem restringir a capacidade dos trabalhadores de adaptar suas decisões às necessidades específicas dos usuários. Políticas de treinamento e protocolos institucionais, por exemplo, podem moldar a forma como essa autonomia é exercida. O treinamento policial em alguns casos visa padronizar a atuação dos agentes e reduzir variações no uso da discricionariedade. Entretanto, sob o respaldo do exercício de sua profissão, policiais têm espaço para decisões individuais, como escolher quem abordar, quando usar força ou como conduzir investigações.

## Desenvolvimento na literatura
O conceito remonta à teoria da burocracia de  Max Weber (1922), que a descreveu como um tipo ideal de dominação racional-legal fundamentado em regras formais, hierarquia, impessoalidade e especialização. Embora a burocracia do Estado Moderno, descrito por Weber, seja caracterizada por padronização e previsibilidade, o autor reconheceu que, na prática, os burocratas poderiam exercer julgamento ao interpretar regras e aplicá-las a casos concretos, especialmente nos casos de normas ambíguas.
Já Ronald Dworkin (1977), expoente da filosofia do direito, aprofundou a noção de discricionariedade ao diferenciá-la em diferentes graus. O autor argumentou que o exercício da discricionariedade ocorre dentro de uma moldura de princípios jurídicos e institucionais balizadoras de suas decisões. Essa tipologia refina a compreensão sobre a atuação dos burocratas na implementação de políticas públicas, demonstrando que suas escolhas são influenciadas tanto por regras formais quanto informais. No âmbito do direito, Dworkin identifica três níveis de discricionariedade nas situações de incerteza ou conflito de normas: i) fraca, quando há diretrizes normativas, mas o agente possui alguma margem de interpretação; ii) forte, quando não há regras explícitas e a decisão deve ser tomada com base em princípios; e iii) final, quando a decisão não pode ser revista por uma instância superior.
Michael Lipsky introduziu a ideia de que os burocratas de nível de rua exercem um poder discricionário, pois interpretam e aplicam regras no contato direto com a população, decidindo sobre a distribuição de benefícios ou sanções públicas. Essa margem de escolha pode ser essencial para adaptar políticas às realidades locais, mas também pode gerar desigualdades na implementação.
A literatura sobre discricionariedade burocrática no nível da rua evoluiu ao longo do tempo. Inicialmente, os estudos se concentravam em um enfoque top-down, analisando o espaço formalmente concedido por leis, diretrizes, regras e regulamentos para decisões individuais. Em seguida, uma abordagem bottom-up passou a investigar como os burocratas efetivamente exercem essa autonomia no cotidiano do trabalho.
Estudos mais recentes têm se dedicado à análise empírica da implementação, preenchendo uma lacuna na literatura sobre a discricionariedade dos burocratas de nível de rua, mas essas pesquisas não se limitam ao desenho formal das políticas públicas. Nos últimos anos, estudos têm investigado como burocratas classificam e julgam beneficiários de políticas sociais, evidenciando os mecanismos de reprodução de desigualdades na implementação. Mais recentemente, surgiram análises que examinam como os próprios burocratas e cidadãos enxergam essa liberdade decisória, mesmo que não haja uma previsão explícita nas normas institucionais.  Outros estudos, abordam estilos de implementação de burocratas pouco estudados, como os fiscais do trabalho.